# Mont-d'Origny
Mont-d'Origny é uma comuna francesa na região administrativa de Altos da França, no departamento de Aisne. Estende-se por uma área de 13,52 km². Em 2010 a comuna tinha 832 habitantes (densidade: 61,5 hab./km²).